# James Smith (Politiker)

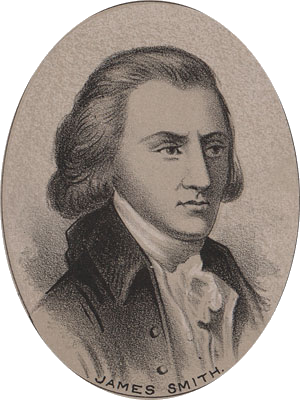
James Smith

James Smith (* um 1719 in der Provinz Ulster, Irland; † 11. Juli 1806 in York, USA), ein US-amerikanischer Rechtsanwalt irisch-britischer Herkunft, zählt zu den Gründervätern der USA. Er unterzeichnete für den Staat Pennsylvania die Unabhängigkeitserklärung der USA.

## Leben
Smiths Familie emigrierte um 1729 nach Chester County. Sein Vater betrieb eine Farm am Susquehanna River. Smith lernte bei einem presbyterianischen Lehrer Griechisch, Latein und Mathematik. Er studierte am College von Pennsylvania, der späteren University of Pennsylvania. Er studierte Recht im Büro seines Bruders George und wurde in Pennsylvania als Rechtsanwalt zugelassen („Admitted to the bar“).
Zuerst praktizierte er nahe Shippensburg, später nahe York. Er wurde Hauptmann der dortigen Miliz. 1775 wurde er in den Provinzkongress in Philadelphia berufen und 1776 in den Verfassungskongress des Staates. Im selben Jahr wurde Smith in den Kontinentalkongress gewählt. 1785 wurde er wieder gewählt, lehnte aber wegen seines fortgeschrittenen Alters ab.
Smith liegt in York begraben.
Ein Wohnheim auf dem nördlichen Campus der University of Pennsylvania ist nach Smith als ehemaligem Studenten benannt.